# Дхака топи
Дхака топи (непальск. ढाका टोपी) или непальский топи — мужской головной убор, популярный у жителей Непала, и получивший наибольшее распространение во время правления короля Махендры, в период с 1955 по 1972 год.
Топи является символом национальной гордости. Его также носят официальные лица государства и правительственные чиновники как часть национальной одежды.